# Марија Нађ
Марија Нађ Раденковић (Вепровац, 7. децембар 1924 — Крушчић, 12. новембар 1992) била је југословенска шахисткиња. Имала је титулу мајстора у шаху и била првак Југославије 1955. године.

## Биографија
Основну школу завршила је у Торди, а гимназију је похађала у Зрењанину и Кикинди. Дипломирала је на Вишој педагошкој школи у Новом Саду. У Скореновцу, Кикинди и Зрењанину је радила као наставник мађарског језика. 
Шах је почела да игра као дете. Учествовала је на Првом шаховском првенству Југославије, 1947. године (одржано у Београду). У Цељу, 1955. године добила је титулу шаховски мајстор. Више од 20 пута је учествовала на шаховским првенствима Југославије. Била је члан репрезентације Југославије 18 пута. Од 1959. до 1976. године била је члан шаховског клуба „Ватрогасац” из Кикинде. Након тога прешла је у Шаховски клуб „Раднички”. Наставила је да игра и као пензионер, у шаховском клубу „Железничар” из Инђије. Бавила се и подучавањем шаха.

## Признања
- Носилац је Ордена рада са сребрним венцем
- Добитник је Октобарске награде града Кикинде
- Била је спортиста Кикинде 1966. године[2]